# Amanecer (novela)
Amanecer (en inglés Breaking Dawn) es la cuarta novela de la saga Crepúsculo, escrita por Stephenie Meyer y la última narrada desde la perspectiva de Bella Swan. A diferencia de sus predecesoras (Crepúsculo, Luna nueva y Eclipse) Amanecer está contada por Bella Swan y Jacob Black.

## Argumento
Continúa narrando la historia de Isabella Marie Swan en la que se casa con Edward Cullen. Durante su luna de miel en la isla de Esme la pareja tienen una noche de amor, días después Bella se da cuenta de que está embarazada, pero su embarazo es anormal, tiene dentro de su vientre un "niño especial" mitad vampiro y mitad humano, el cual es temido ya que posee grandes poderes. El niño la está matando al consumirla desde dentro, más rápido de lo que todos creían. Edward quería deshacerse del niño, pero gracias a que pudo escuchar los pensamientos de su hija y así saber que la niña ama a sus padres, termina por cogerle cariño.
Por su parte, Jacob piensa irónicamente que el bebé quiere a alguien a quien encajarle los dientes. Edward quiso probar si la teoría de Jacob era cierta, dándole de beber sangre humana a Bella. Para asombro de todos, se calmó la sed del nonato una vez que Bella bebió sangre humana. Con el tiempo, Bella empieza a recuperar su fuerza. Bella decide que si es niño le pondría Edward Jacob y si es niña Renesmee.
Inesperadamente, Bella se pone de parto luego de elegir el nombre del bebé, sin que Carlisle se encuentre presente; debido a esto, Edward y Jacob deciden hacer la cesárea ellos mismos. Nace la niña, pero unos minutos después Bella muere por sus heridas, y entonces Edward inyecta su veneno de vampiro en Bella, y la muerde para convertirla. Sin embargo, ya pasados varios minutos al ver que no reaccionaba, la dieron por muerta. Edward y Jacob se deprimen terriblemente por la muerte de Bella, y comienzan a prepararla para sepultarla. Pero Bella, después de haber estado aparentemente muerta durante bastante tiempo, consigue revivir completamente recuperada y transformada ya en vampiro.
Por ser Bella ya un vampiro, los Cullen la alejan de su hija durante un tiempo, pues temen que al ser su hija mitad humana pudo haberla matado para beberle su sangre.
Los Cullen le regalan una cabaña a Bella por su decimonoveno cumpleaños humano, en donde puede vivir junto a Edward y su hija. Al día siguiente, le llevan a conocer a Renesmee, y ve que su crecimiento está muy acelerado, ya que solo tenía dos días y parecía tener ya tres meses. Pasaron los días y Bella se enteró de que su mejor amigo Jacob se había imprimado de su hija, cuando este había intentado matarla; (imprimar quiere decir querer para siempre a alguien desde que nació) esto le causó a Bella mucho enojo contra Jacob, pero fue aceptándolo con el paso del tiempo.
Un día cuando van de caza Bella, Jacob y Renesmee ven a Irina (del clan de Denali que venía a hablar con los Cullen por el asunto de Laurent) pero ésta al ver a la niña, piensa que es inmortal (los niños inmortales están prohibidos) y decide ir hablar con los Vulturi para denunciarlos por haber creado una niña inmortal. Los Vulturi deciden ir en su busca para castigarlos. 
Alice puede ver que los Vulturi van a ir en su busca para castigarlos por lo que creen que han hecho y advierte a su familia. Así, toda la familia, menos a Alice y Jasper, comienzan a contactar vampiros de todo el mundo para que oficien de sus "testigos" atestiguando la inocencia de los Cullen por la verdadera procedencia de Renesmee. Alice y Jasper desaparecen sin dejar rastro ni dar cuenta a nadie de ello, solo a Bella, y van en busca de Nahuel y de su tía Huilén, un aquelarre de la tribu mapuche de Sudamérica. En el momento del juicio de los Vulturi, donde todo parecía terminar en batalla, con testimonios, refutaciones y planteos, aparecen con Nahuel, quien explica que procede de madre humana y padre vampiro al igual que Renesmee, que puede vivir tanto de sangre como de comida humana y que tiene 150 años de vida, por ende se demuestra que no existe peligro con la existencia de Renesmee para todos los vampiros. De esta forma, dejan claro que no han cometido ningún crimen, posterior a esto los Vulturi, su guardia y todos los testigos que habían acudido se retiran bajo la promesa de los Cullen de mantener su anonimato y el de Renesmee, frustrados por no haber conseguido su verdadero cometido, que era acabar con los Cullen y tomar posesión de Alice, y su gran don.
Bella y Edward, sabiendo que ya nada los amenaza, por fin pueden vivir felices por toda su eternidad.

## Lista de capítulos
Libro 1: Bella
- Prefacio

1.	Comprometida
2.	La larga noche
3.	El gran día
4.	El gesto
5.	Isla Esme
6.	Distracciones
7.	Algo inesperado
Libro 2: Jacob
- Prefacio

8.	A la espera de que empiece de una vez la maldita pelea
9.	Tan seguro como que el infierno existe, que no ve lo que se avecina
10.	¿Que por qué no me largué? Ah, sí, bueno: porque soy imbécil
11.	Las dos primeras cosas de la lista de “lo que jamás querría hacer”
12.	Hay quienes no entienden el concepto de “non grato”
13.	Suerte que tengo estómago de hierro
14.	Te enteras de lo mal que están las cosas cuando te sientes culpable por ser malo con un vampiro
15.	Tic, tac, tic, tac, tic, tac
16.	Alerta, exceso de información
17.	¿Cómo me veo? ¿Acaso parezco el mago de Oz? ¿Qué quieres, mi cabeza o mi corazón? Pues vamos, tómalos, llévate todo lo que tengo
18.	Esto no tiene nombre
Libro 3: Bella
- Prefacio

19.	Febril
20.	Nuevo
21.	 La primera cacería
22.	La promesa
23.	Recuerdos
24.	Sorpresa
25.	Un favor
26.	Soy brillante
27.	Planes de viaje
28.	El futuro
29.	Deserción
30.	Irresistible
31.	Talentos
32.	En compañía
33.	Falsificación
34.	Declaración
35.	Fin del plazo
36.	Ansia de sangre
37.	Argucias
38.	Poder
39.	Y vivieron felices para siempre

## Adaptación cinematográfica
La adaptación de la cuarta novela se realizó en dos partes. La primera, titulada The Twilight Saga: Breaking Dawn - Part 1, fue estrenada en 2011 y la segunda, The Twilight Saga: Breaking Dawn - Part 2, fue estrenada en 2012. Ambas películas estuvieron dirigidas por Bill Condon.